# Lajta Erika
Lajta Erika (Veszprém, 1964. július 20. –) abszurd-groteszk szemléletű, az Örkény István-i hagyományok szellemében alkotó magyar író.

## Életpályája
Lajta Erika írói pályáját mesék írásával kezdte. A Móra Könyvkiadónál megjelent Királylány a talpán! című meseregénye a spanyol középkorba helyezett cselekménye ellenére valójában a magyar rendszerváltás tapasztalatait összegzi mesés formában. (A Királylány a talpán! című  meseregényről többek között a gyermekirodalom két neves kutatója: Komáromi Gabriella irodalomtörténész és Boldizsár Ildikó mesekutató írt kedvező kritikát.)
Felnőtteknek szánt írásai többségében a késő Kádár-kor elevenedik meg.
Első kísérlete a szocialista idők abszurd-ironikus megragadására A törpeóriás című novellafüzér volt,  mely egy, a Magyar Államhoz rögeszmésen kötődő figura, ifjabb Tegzes Ede kalandsorozatát prezentálja az olvasóknak.
A törpeóriást a kritika pozitív fogadtatásban részesítette.  Kálmán C. György irodalomtörténész nagyszerű kezdetnek, könnyed, humoros, minden görcs és erőltetettség nélkül megírt szövegnek minősítette; Kristó Nagy István irodalomtörténész bravúros és ígéretes írói teljesítménynek; Tarján Tamás irodalomtörténész ügyesen komponált, érdekes és élvezetes műnek találta, az egzisztencia és a lét csődje karneváli könyvének; Bratka László költő, műfordító pedig olyan szatírát látott benne a késő-kádári korszakról és a néhány azt követő évről, ahol is „a szatíra az irodalom, az élet mélyebb, olykor drámai jelentéseivel, tartalmaival ötvöződik”.
Ezt követően Lajta Erika megírta A törpeóriás ellenregényét is Egy életem, két halálom címen. Míg A törpeóriás főhőse: ifjabb Tegzes Ede szinte betegesen a Magyar Állam bűvöletében él és a Magyar Államnak rendeli alá magát, az Egy életem, két halálom főhőse: Xtopedz Bence-Benő-Benedek-Benjámin-Béni egy renitens állampolgár, aki minden lehetséges és lehetetlen eszközzel dühíti, bosszantja az élete rákfenéjének tartott Magyar Államot. Kálmán C. György az Élet és irodalomban megjelent recenziójában úgy vélekedett, hogy az Egy életem, két halálom című regény – mint a logikát az abszurdumig vivő mű – a világirodalomnak a Jonathan Swift és az Ilf-Petrov-szerzőpáros nevével fémjelezhető vonulatába illeszkedik.
A Pompadour Szocialista Brigád című elbeszéléskötetét nagyrészét gyermekkori élményeinek szentelte. Az akkori történéseket tehát a gyermeki optikán keresztül láthatjuk. Feltűnnek bennük az írónő szülővárosának, Veszprémnek a jellegzetes helyszínei, és a líraisággal átitatott, nemegyszer nosztalgikus történeteken átszüremlik a szocialista korszak valósága is az ideológiai pressziókkal, „a főtt virslis-korsó sörös” május 1-jékre kivezényelt emberekkel, az egyházüldözéssel, a Kommunista Ifjúsági Szövetség tagjainak orgiába torkolló építőtáborozásával. (Kristó Nagy István a Pompadour Szocialista Brigádot azért dicséri, mert rengeteg benne a megidézett korra jellemző emlék, jó megfigyelés a gyermek lélektanáról, minden elvárással szembeni ellenállásáról s önérvényesítési törekvéseiről. Kálmán C. György pedig ismét az Élet és irodalomban a kötet erényeként emeli ki a frissességet, a humort, a szatirikus hajlamot, valamint Lajta Erika nyelvhasználatának specifikumait.)
Önéletrajzi regénytrilógiájában (Ad abszurdum, Szerelemkollázs, A kétütemű nő) a rendszerváltást megelőző éveknek és magának 1989-nek a légkörét kísérelte meg felidézni három szerelmi történet keretében. Szemléletmódjára jellemző, hogy önmagát a „rendszerváltás veszteseinek írójaként” határozza meg.
Relatív embertartalom című regénye az előbbi műveinél komorabb hangvételű. Ez egy agyvérzés, a szerző édesapja agyvérzésének története – így humorban is inkább csak a fekete humor illett hozzá.
A Kossuth Kiadó 2014-ben meghirdetett e-könyv pályázatán egyszerre négy művét is kiadásra érdemesnek találták.
A már említett Ad abszurdum mellett így jelent meg a Hárem a végeken című regény, amely arról szól, hogy egy végsőkig megcsömörlött kishivatalnoknő kilép a közigazgatásból, és hajléktalanokból háremet hoz létre.
Gyászorgiák című regénye Jókai Mór Öregember nem vénember című művének modern átirata. Főhőse egy melankolikus természetű arisztokrata ifjú: gróf Aáry Kálmán, aki a „kutyaharapást szőrével”-elv jegyében öngyilkosságot megkísérlő nőket ment ki a Dunából, és egyikükbe, egy Zaránd Lenke nevű ragyogó szépségbe beleszeret.
A szintén a Kossuth Kiadó-féle e-könyv pályázatnak köszönhetően napvilágot látott Bordély az egész világ című elbeszéléskötetben az összes elbeszélés hősnője prostituált, vagy legalábbis a kora felfogása szerint szabados szexuális életet élő nő. Lajta Erikánál egy örömlány csak a legritkább esetben a társadalomból kiközösített, megvetett pária. Az ő prostituáltjai öntudatos, határozott nők. Bár külön úton járnak, így vagy úgy, de megtalálják a helyüket. Lehetőségeikből kihozzák a maximumot.
Írói pályája egy pontján szakított a szocialista társadalmi berendezkedés ábrázolásával. Ehelyett a zsidó-magyar együttélés problematikája kezdte foglalkoztatni. Írt hat holokausztregényt, arra törekedve, hogy mindegyikük mint „nagy szerelmi történet” is megállja a helyét.
Munkásságából említést érdemel még legutóbb megjelent, Kivezetés a szépirodalomból című kötete. Ez egy nehezen besorolható műfajú írás. Lajta Erika Szerdahelyi Istvánnal, a Kádár-korszak vezető kultúrpolitikusával, a Világirodalmi Lexikon főszerkesztőjével beszélget el benne.
Két fő témájuk:
- milyen volt az Aczél György irányította kultúrpolitika? a három T: az állami szinten tiltott, tűrt, vagy éppenséggel támogatott műalkotások világa
- hogyan élte meg az 1975-ös prózafordulatot Szerdahelyi István, aki a maga idejében a posztmodern – azon belül is Esterházy Péter prózája – legnagyobb hazai ellenzőjeként híresült el. (Szerdahelyi Istvántól származik a honi kulturális életben lépten-nyomon használt „posztmodern stílusdiktatúra” kifejezés.)

Lajta Erika színpadi műveket is alkot. Milady ’56 című drámája 2016-ban, az 1956-os drámapályázaton I. helyezést ért el, s be is mutatták az Újszínházban. Cselekménye: az állambiztonság ügynöknője behálóz egy, a megtorlás elől Franciaországba menekült ifjú forradalmárt.
Folyóiratban publikálta Ecsetem a fegyverem című drámáját. A Derkovits Gyula festőművész életéről szóló színdarab a Hatalom és a Művész ellentmondásos kapcsolatát feszegeti.
Rosszfiúk, rosszlányok című tragikomédiája a Tanácsköztársaság által elrendelt szesztilalom időszakát idézi meg. Az ún. „kelet-európai abszurd” egyik jellegzetes példája.

## Megjelent művei

### Prózai alkotások
- Királylány a talpán (meseregény, Móra Könyvkiadó, 2000)
- A zöld angyal (mesék, válogatás A harisnyakötögető hadvezér című kötetből, Móra Könyvkiadó, 2001)
- A törpeóriás (novellafüzér, Magyar Napló Kiadó, 2002)
- A Pompadour szocialista brigád (elbeszéléskötet, Korona Kiadó, 2005)
- Relatív embertartalom (regény, folyóiratközlés, Életünk, 2007)
- Egy életem, két halálom (regény, Korona Kiadó, 2007)
- Szerelemkollázs (regény, Medicina Kiadó, 2009)
- Ad abszurdum (regény, e-könyv, Kossuth Kiadó, 2014)
- Hárem a végeken (regény, e-könyv, Kossuth Kiadó, 2014)
- Gyászorgiák (regény, e-könyv, Kossuth Kiadó, 2014)
- Bordély az egész világ (elbeszéléskötet, e-könyv, Kossuth Kiadó, 2014)
- Ecsetem a fegyverem (dráma, folyóiratközlés, Életünk, 2019)
- Rosszfiúk, rosszlányok (abszurd tragikomédia, folyóiratközlés, Életünk, 2020)
- Kivezetés a szépirodalomból (életútinterjú, L'Harmattan Kiadó, 2022)

### Bemutatott darab
- Milady ’56 (2016) – e dráma nyomtatott formában is megjelent A születés kegyelme címen (Életünk, 2016)